# Episodi di General Electric Theater (settima stagione)
La settima stagione della serie televisiva General Electric Theater è andata in onda negli Stati Uniti dal 21 settembre 1958 al 17 maggio 1959 sulla CBS.
| nº | Titolo originale                        | Titolo italiano | Prima TV USA      | Prima TV Italia |
| -- | --------------------------------------- | --------------- | ----------------- | --------------- |
| 1  | Blaze of Glory                          |                 | 21 settembre 1958 |                 |
| 2  | One is a Wanderer                       |                 | 28 settembre 1958 |                 |
| 3  | Auf Wiedersehen                         | Arrivederci     | 5 ottobre 1958    |                 |
| 4  | The Castaway                            |                 | 12 ottobre 1958   |                 |
| 5  | The World's Greatest Quarterback        |                 | 19 ottobre 1958   |                 |
| 6  | At Miss Minner's                        |                 | 26 ottobre 1958   |                 |
| 7  | Battle for a Soul                       |                 | 2 novembre 1958   |                 |
| 8  | A Question of Romance                   |                 | 9 novembre 1958   |                 |
| 9  | The Falling Angel                       |                 | 16 novembre 1958  |                 |
| 10 | A Turkey for the President              |                 | 23 novembre 1958  |                 |
| 11 | The Last Rodeo                          |                 | 7 dicembre 1958   |                 |
| 12 | The Girl with the Flaxen Hair           |                 | 14 dicembre 1958  |                 |
| 13 | The Odd Ball                            |                 | 28 dicembre 1958  |                 |
| 14 | And One Was Loyal                       | Fedeltà         | 4 gennaio 1959    |                 |
| 15 | Man on a Bicycle                        |                 | 11 gennaio 1959   |                 |
| 16 | The Stone                               |                 | 18 gennaio 1959   |                 |
| 17 | Bill Bailey Won't You Please Come Home? |                 | 25 gennaio 1959   |                 |
| 18 | No Man Can Tame Me                      |                 | 1º febbraio 1959  |                 |
| 19 | The Last Lesson                         |                 | 8 febbraio 1959   |                 |
| 20 | I Was a Bloodhound                      |                 | 15 febbraio 1959  |                 |
| 21 | The Family Man                          |                 | 22 febbraio 1959  |                 |
| 22 | Deed of Mercy                           |                 | 1º marzo 1959     |                 |
| 23 | The Incredible Jewel Robbery            |                 | 8 marzo 1959      |                 |
| 24 | Train for Tecumseh                      |                 | 15 marzo 1959     |                 |
| 25 | The Lady's Choice                       |                 | 22 marzo 1959     |                 |
| 26 | Beyond the Mountains                    |                 | 29 marzo 1959     |                 |
| 27 | The Flying Wife                         |                 | 5 aprile 1959     |                 |
| 28 | Caesar and Cleopatra                    |                 | 12 aprile 1959    |                 |
| 29 | Robbie and His Mary                     |                 | 19 aprile 1959    |                 |
| 30 | Nora                                    |                 | 3 maggio 1959     |                 |
| 31 | Nobody's Child                          |                 | 10 maggio 1959    |                 |
| 32 | The Indian Giver                        |                 | 17 maggio 1959    |                 |

## Blaze of Glory
- Diretto da:
- Scritto da:

### Trama
- Guest star: Lou Costello (Neal Andrews), Joseph Corey (Joe Kendorf), Joyce Jameson (Gladys Arnold), Jonathan Harris (Favier), Herman Rudin (Nick Geller), Phil Arnold (Adams), Lurene Tuttle (Ginny Andrews), Olan Soule (impiegato)

## One is a Wanderer
- Diretto da:
- Scritto da: Samuel A. Taylor

### Trama
- Guest star: Fred MacMurray (Harry Wingate), Jeanne Shelley (Florence), Eve McVeagh (donna), George Keymas (tassista), James Westerfield (barista), David Hoffman (impiegato)

## Auf Wiedersehen
- Diretto da: John Brahm
- Scritto da Kurt Vonnegut Jr. e John Rich (soggetto)

### Trama
- Guest star: Sammy Davis, Jr. (Spider Johnson), Isaac Jones (Ben Wheatley), Kaaren Verne (Frau Schuman), Stephen Perry (Joe Louis)

## The Castaway
- Diretto da:
- Scritto da: Guy de Maupassant (soggetto)

### Trama
- Guest star: Ronald Reagan

## The World's Greatest Quarterback
- Diretto da:
- Scritto da:

### Trama
- Guest star: Ernie Kovacs (Sam Lund), Roger Til (Henry Arnaud), Audrey Totter (Mary Lund), Suzanne Pleshette (Jean Lund), Ronnie Burns (Vince)

## At Miss Minner's
- Diretto da: John Newland
- Scritto da:

### Trama
- Guest star: Joan Fontaine (Laurel Chapman), John Newland (Chris Chapman), Isobel Elsom (Miss Minner)

## Battle for a Soul
- Diretto da: Ray Milland
- Scritto da: John McGreevey

### Trama
- Guest star: Ray Milland (Caradoc Williams), Harry Townes (padre Moore), Lisa Daniels (Judith Holt), Alan Marshal, Philip Tonge, Gavin Muir, Arthur Gould-Porter, George Pelling, Nestor Paiva, Marjorie Bennett

## A Question of Romance
- Diretto da:
- Scritto da:

### Trama
- Guest star: Betsy Drake (Ellie), John Kerr (Freddie), Hermen Reese (se stesso), George Fenneman (Quizmaster)

## The Falling Angel
- Diretto da: Herschel Daugherty
- Scritto da: Francis Cockrell; Evan Hunter (soggetto)

### Trama
- Guest star: Edie Adams (Sue Ellen), Louis Jourdan (Angeli), Paul Dubov (Edward), Alan Hale, Jr. (Anthony Mullins), Anthony George (Famings), Jeff De Benning (Hans), Buddy Lewis (Clown)

## A Turkey for the President
- Diretto da:
- Scritto da:

### Trama
- Guest star: Ronald Reagan, Ward Bond, Nancy Reagan

## The Last Rodeo
- Diretto da: Herschel Daugherty
- Scritto da:

### Trama
- Guest star: Nancy Olson (Judith Gay), Robert Horton (Jim Cherburg), Stacy Harris (Buck), Claude Akins (Dave)

## The Girl with the Flaxen Hair
- Diretto da:
- Scritto da: Manuel Komroff (soggetto)

### Trama
- Guest star: Gena Rowlands (Dorothy Dickenson), Ray Bolger (Alfred Boggs), Irving Bacon (Holbrook), Hal K. Dawson (George), Nolan Leary (Coachman)

## The Odd Ball
- Diretto da:
- Scritto da:

### Trama
- Guest star: Leon Ames (dottor Butolph), Art Linkletter (Berl Holman), Cindy Robbins (Dawn Holman), Carleton Carpenter (Volus Butolph)

## And One Was Loyal
- Diretto da:
- Scritto da:

### Trama
- Guest star: Joan Crawford (Ann Howard), Tom Helmore (George Manson), Robert Douglas (Roger Howard)

## Man on a Bicycle
- Diretto da: Herschel Daugherty
- Scritto da: Jameson Brewer; Victor Canning (soggetto)

### Trama
- Guest star: Fred Astaire (Paul Ashcroft), Roxane Berard (Elise), Stanley Adams (Felix), Ann Codee (Mrs. Fouret), Linda Watkins (Mrs. Sturgess), David Hoffman (Pawnbroker)

## The Stone
- Diretto da:
- Scritto da:

### Trama
- Guest star: John Baragrey (King Saul), Tony Curtis (David), Rita Moreno (principessa Michal), Charles Aidman (Samma), Kem Dibbs (Eliah)

## Bill Bailey Won't You Please Come Home?
- Diretto da:
- Scritto da:

### Trama
- Guest star: Ed Sullivan (se stesso), Dan Dailey (Bill Bailey), Ross Martin (Al), Frank Gorshin (Dick), Rod McKuen (Hal), Richard Rust (Kenny), Patricia Barry (Sara Wilson)

## No Man Can Tame Me
- Diretto da:
- Scritto da:

### Trama
- Guest star: Gisele MacKenzie (Matilda Haney), John Raitt (Charlie), Eddie Foy, Jr. (Silas Haley), Hope Summers (Mrs. Wagner), Maurice Kelly (Pete), Sondra Rodgers (Bess Haley), Max Showalter (Will Henderson), Glenn Strange (Red Herring), Joan Sudlow (Mrs. Benton), Brad Thomas (Dick)

## The Last Lesson
- Diretto da:
- Scritto da: Alphonse Daudet

### Trama
- Guest star: Charles Laughton (Hamel), Patricia Medina (Marie-Claire), Barry Gordon (Etienne), Eric Feldary (capitano)

## I Was a Bloodhound
- Diretto da: Sidney Lanfield
- Scritto da: Milton Pascal, Laurence Marks

### Trama
- Guest star: Robert Nash (Winters), Ernie Kovacs (Barney Colby), Shirley Mitchell (Jennie), Lawrence Dobkin (Singh), Bart Bradley (Prince), Michael Garrett (Charlie), Joseph Mell (Joe), Yvonne White (Mrs. Colby)

## The Family Man
- Diretto da:
- Scritto da:

### Trama
- Guest star: Lon Chaney, Jr. (Bucknell), Dean Stockwell (Clete), Olive Sturgess (Effie), Albert Salmi (Billy Ashbold)

## Deed of Mercy
- Diretto da: James Neilson
- Scritto da: John McGreevey; Phillip MacDonald (soggetto)

### Trama
- Guest star: Ronald Reagan (Mike Hackett), Carol Lynley (Barbara Clark), Agnes Moorehead (Ana Bethlen), Carl Esmond (Nikolas Bethlen)

## The Incredible Jewel Robbery
- Diretto da: Mitchell Leisen
- Scritto da:

### Trama
- Guest star: Harpo Marx (Nick), Chico Marx (Harry), Groucho Marx (Suspect), Benny Rubin (Manager), Joy Rogers (donna)

## Train for Tecumseh
- Diretto da:
- Scritto da:

### Trama
- Guest star: John Cassavetes (Johnny), Paulene Myers (Jessica), Janice Rule (Sarina), Hope Summers (Aunt)

## The Lady's Choice
- Diretto da: Herschel Daugherty
- Scritto da:

### Trama
- Guest star: Joan Caulfield (Elizabeth), Don DeFore (George), William Bishop (Williams)

## Beyond the Mountains
- Diretto da:
- Scritto da:

### Trama
- Guest star: Joe Maross (Ben Marsh), Nico Minardos (Padre Rubio), Laurindo Almeida (chitarrista), Danny Bravo (Chico)

## The Flying Wife
- Diretto da:
- Scritto da:

### Trama
- Guest star: Janet Gaynor (Martha Allen), Bill Williams (Stewart Davidson), Jenny Maxwell (Janice Allen), Douglas Kennedy (Sam Allen)

## Caesar and Cleopatra
- Diretto da:
- Scritto da:

### Trama
- Guest star: Piper Laurie (Cleopatra), Maurice Evans (Caesar), Belle Mitchell (Ftatateeta)

## Robbie and His Mary
- Diretto da:
- Scritto da: Arline Anderson e Barry Crane (soggetto)

### Trama
- Guest star: Dan O'Herlihy (Robert Burns), Pippa Scott (Mary)

## Nora
- Diretto da:
- Scritto da: George Bellak; Henrik Ibsen (soggetto)

### Trama
- Guest star: Leslie Nielsen (giudice Wayne Douglas), Vera Miles (Nora Douglas), Phyllis Thaxter (Marie), Patric Knowles (Manson), Philip Abbott (Neil Watson), Stephen Chase (Senator)

## Nobody's Child
- Diretto da:
- Scritto da:

### Trama
- Guest star: Ronald Reagan (Paul Varden), Diane Brewster (Maggie Harris), Evelyn Rudie (Lana Krosky), Jean Carson (Doris Krosky), Sheila Graham (Zia Cecilia)

## The Indian Giver
- Diretto da:
- Scritto da:

### Trama
- Guest star: Boris Karloff (Henry Church), Carmen Mathews (Amy Church), Jackie Coogan (Marshal Snider), Edgar Buchanan (Timothy Dwight)